# Bad Judge
Bad Judge est une série télévisée de comédie juridique américaine en treize épisodes de 22 minutes co-créée par Chad Kultgen et Anne Heche, diffusée du 2 octobre 2014 au 22 janvier 2015 sur le réseau NBC et au Canada sur le réseau Global.
Cette série est inédite dans tous les pays francophones.

## Synopsis
La série raconte la vie personnelle (et le style de vie sauvage) de Rebecca Wright, une juge siégeant au tribunal départemental de Los Angeles, dont le passe-temps est de faire la fête et afficher un comportement imprudent. Sa réputation est sur le point d'être apprivoisée et jugée par Robby Shoemaker, un garçon de huit ans dont les parents ont été mis derrière les barreaux par celle-ci. Il est peut-être celui qui peut transformer la vie de Rebecca.

## Distribution

### Acteurs principaux
- Kate Walsh : Rebecca Wright
- Ryan Hansen : Dr Gary Boyd
- John Ducey : Tom Barlow
- Tone Bell (en) : Tedward Mulray
- Miguel Sandoval : Juge Hernandez

### Invités
- Amy Rhodes : Judy (12 épisodes)
- Christina Moore : Tom's Wife (épisodes 1 et 11)
- Ray Santiago (épisodes 1 et 6)
- Chris Parnell : Douglas Riller (épisode 1)
- Ivet Corvea : Mary Harmon (épisode 1)
- Horatio Sanz (en) : Mr Thorpe (épisode 1)
- Ryan McPartlin : Billy (épisodes 2 et 3)
- Cassie Scerbo : Brianna Browley (épisode 2)
- Donnell Turner (en) : Fireman (épisode 2)
- Oliver Vaquer (en) : Jerk (épisode 2)
- Ed Quinn : Chad Forbes (épisode 3)
- Hannah Leder : Hannah (épisode 3)
- Angelique Cabral : Jill Sanchez (épisode 3)
- Dan Bakkedahl : Mr Lewis (épisode 4)
- Chasty Ballesteros : Cute Lady (épisode 4)
- Kimmy Gatewood (en) : Kiki (épisodes 5 et 8)
- Rob Riggle : Chet (épisode 5)
- Alex Wyse (en) : Bobby (épisode 5)
- Terrence C. Carson (en) : Judge Marcus Pitt (épisode 5)
- Rachael Harris : Dana McCoy (épisode 6)
- Angela Kinsey : Michelle (épisodes 7, 8, 10 et 13)
- Jim Jefferies : Keith (épisode 8)
- Blake Gibbons (en) : Paul (épisode 8)
- Lennon Parham (en) : Regina Bullock (épisode 9)
- Edward James Gage : Wayne (épisode 9)
- Chandler Massey : Derek (épisode 10)
- Eric Nenninger : Randy (épisode 11)
- Gary Werntz : Judge (épisode 11)
- Michael Bunin (en) : Mr Cullen (épisode 11)
- Seth Morris : Ethan (épisode 11)
- Olivia Sandoval (en) : Reporter #2 (épisode 11)
- Tim Bagley (épisode 11)
- Stephanie Corneliussen : Appolonia (épisode 13)
- Jamie Denbo (en) : Carla Myers (épisode 13)
- Roxanne Beckford (en) : Defense Attorney #1 (épisode 13)

## Développement
Le projet a débuté en novembre 2012. En mars 2013, Kate Walsh était pressentie pour le rôle titre. Le pilote a été finalement commandé en novembre 2013.
Le casting débute dès février 2014, dans cet ordre : John Ducey, Mather Zickel (en) (Gary), Arden Myrin (Jenny), Tone Bell (en) et Miguel Sandoval.
Le 9 mai 2014, NBC commande la série et deux jours plus tard lors des Upfronts, place la série dans la case du jeudi soir à l'automne. Quelques jours plus tard, les rôles tenus par Mather Zickel et Arden Myrin sont annoncés pour être recastés. En août, Ryan Hansen reprend le rôle de Gary alors que Ryan McPartlin est invité pour deux épisodes, et le mois suivant, Angela Kinsey décroche un rôle récurrent.
Le 31 octobre 2014, la série est annulée, mais tous les treize épisodes produits sont diffusés.

## Épisodes
| №  | Titre                    | Réalisation        | Scénario                                                           | Première diffusion | Audience (millions) |
| -- | ------------------------ | ------------------ | ------------------------------------------------------------------ | ------------------ | ------------------- |
| 1  | Pilot                    | Andrew Fleming     | Mise en scène : Chad Kultgen Scénario : Chad Kultgen et Anne Heche | 2 octobre 2014     | 5,84                |
| 2  | Meteor Shower            | Jake Szymanski     | Jamie Rhonheimer                                                   | 9 octobre 2014     | 5,24                |
| 3  | One Brave Waitress       | Linda Mendoza (en) | Mary Fitzgerald                                                    | 16 octobre 2014    | 4,68                |
| 4  | Knife to a Gunfight      | Reginald Hudlin    | Aseem Batra                                                        | 23 octobre 2014    | 4,39                |
| 5  | Judge and Jury           | Eyal Gordin (en)   | Amy Rhodes                                                         | 30 octobre 2014    | 3,90                |
| 6  | What is Best in Life?    | Richie Keen        | Chad Kultgen                                                       | 6 novembre 2014    | 3,68                |
| 7  | Communication Breakdown  | Linda Mendoza      | Robb Chavis                                                        | 13 novembre 2014   | 3,20                |
| 8  | The Cat's Out of the Bag | Jay Karas (en)     | John Hindman                                                       | 20 novembre 2014   | 3,46                |
| 9  | Face Mask Mom            | Andrew Fleming     | Liz Brixius (en)                                                   | 11 décembre 2014   | 3,75                |
| 10 | The Fixer                | John Putch         | Chad Kultgen                                                       | 1er janvier 2015   | 2,11                |
| 11 | Naked and Afraid         | Andrew Fleming     | John Quaintance                                                    | 8 janvier 2015     | 3,19                |
| 12 | Lockdown                 | Reginald Hudlin    | Jamie Rhonheimer                                                   | 15 janvier 2015    | 2,71                |
| 13 | Case Closed              | Andrew Fleming     | Histoire : Andrew Lee Mise en scène : Lizzy Pace et Matt Rickett   | 22 janvier 2015    | 2,85                |

## Réception
Bad Judge a reçu beaucoup de critiques négatives. Sur Rotten Tomatoes, le programme détient une cote de 18 %, basé sur 39 commentaires, avec une note moyenne de 4,5 / 10. Sur Metacritic, il a un score de 38 sur 100, basé sur 22 critiques, indiquant un « avis globalement défavorable ».